# Botanophila zhuoniensis
Botanophila zhuoniensis är en tvåvingeart som beskrevs av Jin 1983. Botanophila zhuoniensis ingår i släktet Botanophila och familjen blomsterflugor. Inga underarter finns listade i Catalogue of Life.